# Biserica de lemn din Drăguș

Biserici de lemn din Ţara Făgăraşului. Foto: 1905.

Biserica de lemn ortodoxă din Drăguș s-a aflat în localitatea omonimă din județul Brașov și fusese ridicată pe la anul 1790. Ea a funcționat ca biserică parohială până în anul 1897, când a fost înlocuită de biserica de zid actuală. 

## Documentare
Biserica de lemn ortodoxă a fost descrisă într-o călătorie prin Țara Făgărașului a lui Nicolae Iorga din anul 1905. Biserica a fost surprinsă și de echipa de cercetare a lui Dimitrie Gusti, în 1929. Acesta a încercat să o salveze, pregătindu-i o documentație de renovare. Valeriu Literat a descris biserica în 1933, înainte de a dispărea definitiv.

## Istoric
La începutul secolului trecut, Nicolae Iorga nota: „la lumina lumânărilor se deslușesc zugrăvelile foarte bune ale unei bisericuțe de lemn, ce a luat pe la 1790 locul vechii mănăstiri drăgușene, care fusese în codru, cu călugării și logofeții ei - ca meșterul caligraf logofătul Matei Voileanu, de pe la 1750 - până la dărâmarea ei din porunca împăratului Iosif al II-lea, împăratul distrugător al mănăstirilor, unde se adăposteau călugării uneltitori contra unirii.”
Valeriu Literat a citit în pictura din naos datarea zugrăvelii din anul 1800, identificând autorul cu zugravul Panteleimon, semnatarul picturii de la biserica greco-catolică din Viștea de Jos.